# جایزه دی.آی.سی.ای. برای دستاوردهای برجسته در طراحی بازی
جایزه دی.آی.سی.ای. برای دستاوردهای برجسته در طراحی بازی (به انگلیسی: D.I.C.E. Award for Outstanding Achievement in Game Design) جایزه ای است که هر ساله توسط آکادمی علوم و هنرهای تعاملی در طی جوایز سالانه آکادمی دی.آی.سی.ای. اهدا می شود. این جایزه «به عنوانی اهدا می‌شود که عناصر تعاملی و غیرتعاملی را به بهترین نحو ترکیب می‌کند تا یک تجربه گیم‌پلی منسجم ایجاد کند. طراحی برجسته با طراحی سیستم متعادل، مکانیک منسجم که به جهت کلی زیبایی شناختی، چیدمان سطح، جریان چالش، عناصر پیشرفت، طراحی رابط، و مکانیک بازی های اجتماعی مربوط می شود، نمونه است. این جایزه طراح اصلی یا مدیر طراحی را در معماری همه عناصر در یک طرح یکپارچه قدردانی می کند.»  در ابتدا به عنوان دستاورد برجسته در طراحی تعاملی معرفی شد و در سومین جوایز سالانه دستاوردهای تعاملی تغییر نام داد. این جایزه در مراسم بین سال های ۲۰۱۱ تا ۲ ارائه نشد.